# Institut San Isidro
L'Institut d'Ensenyament Secundari San Isidro és un centre docent públic d'educació secundària dependent de la Conselleria d'Educació de la Comunitat de Madrid, que des de l'any 1845 ocupa part dels edificis que abans varen albergar el Col·legi Imperial i els Reials Estudis de San Isidro.

## Precedent històric
Des de l'any 1346 Madrid comptava amb l'Estudi de la Vila, dependent del concejo, institució atorgada pel rei Alfons XI el 7 de desembre del mateix any. El conjunt del Col·legi Imperial, a l'illa 143 de l'antiga Vila de Madrid, té el seu origen en la fundació jesuïta feta durant el regnat de Felip II, que va incloure un temple sota l'advocació de Sant Pere i Sant Pau, construït el 1567, i la posada en funcionament dos anys després (1569) de la «Casa dels Estudis», que va posar en funcionament les aules de Llatinitat i Retòrica amb matrícula gratuïta. El 1603 es va enderrocar la primitiva església i gràcies al llegat de Maria d'Espanya, filla de Carles V i esposa de Maximilià II, emperador del Sacre Imperi Romanogermànic, es va promoure la construcció d'una col·legiata i es va posar en marxa el Col·legi Imperial.
El 1625, Felip IV de Castella va concedir als jesuïtes la gestió i explotació de la nova institució, que a partir de llavors seria coneguda indistintament com els Reials Estudis, el Col·legi Imperial de la Companyia de Jesús o el Col·legi de Sant Pere i Sant Pau de la companyia de Jesús a la Cort i, més tard, com els Reials Estudis de San Isidro.
Amb l'expulsió dels jesuïtes l'any 1767, els Reials Estudis es van tancar, fins que Carles III d'Espanya els va reobrir tres anys més tard creant càtedres guanyades per oposició i concedides pel mateix rei; també es va ampliar la biblioteca, convertint-la en un centre públic de consulta el 1785.
El 1752 Ferran VI d'Espanya va promocionar una nova aula de Matemàtiques. Després de l'expulsió dels jesuïtes, Carles III va establir quinze càtedres -atorgades per oposició, a diferència del que s'estipulava durant el mandat jesuïta- inaugurades el 21 d'octubre de 1771, i la direcció va ser encomanada al ministre del Consell de Castella, Manuel de Villafaña; també es va decidir canviar el caràcter de la biblioteca, obrint-se com a biblioteca pública, a cura de dos bibliotecaris i el personal de servei necessari. Però el 1815, Ferran VII d'Espanya va lliurar de nou la institució i l'edifici als jesuïtes que van sortir i van entrar seguint les vicissituds del regnat del "rei Felón", entre 1816 i 1834 (amb el parèntesi del Trienni Liberal), per esdevenir una institució definitivament laica el 1835 amb el nom d'Estudis Nacionals, passant una dècada més tard a la Universitat Literària de Madrid. Finalment, el 1836, amb la desamortització de Mendizábal es va desallotjar l'edifici.

## L'Institut
En entrar en vigor el “pla Pidal”, el 1845, els antics Reials Estudis van quedar transformats en l'Institut d'Ensenyament “San Isidro”. No obstant això, al mateix edifici s'instal·laria la Biblioteca de la Facultat de Filosofia i Lletres de la Universitat Central, a partir de 1856 l'Escola Diplomàtica, i el 1860 l'Escola de Taquigrafia. El 1876, en traslladar-se la Universitat a l'edifici de la carrera de San Bernardo, Francisco Jareño y Alarcón inicia la reforma i ampliació de l'edifici, que una vegada disponible de nou seria temporalment ocupat per l'antiga Escola d'Arquitectura (fins llavors depenent de la Reial Acadèmia de Belles Arts de San Fernando), i l'Escola d'Arts i Oficis de Madrid que encara es manté en aquesta adreça.
Entre 1901 i 1936, l'Institut va desenvolupar un dels seus períodes més significatius, arran de la col·laboració amb el centre de pedagogs com José Rogerio Sánchez García i Enrique Rioja Lo Bianco, continuadors de la línia educativa de la Institución Libre de Enseñanza.
Durant la Guerra Civil espanyola, suspeses les classes, l'edifici es va utilitzar com a refugi antiaeri, romanent oberta una escola per a fills de milicians. «A diferència de la Col·legiata, l'Institut no va patir danys.». El 1943, conclosa la guerra, l'Institut, que abans era mixt, va passar a ser només masculí.
Entre 1969 i 1971, les instal·lacions van ser reformades. Es va construir un edifici nou, respectant la façana, el pati, la capella de 1723, i l'antiga escala, l'espai de la qual inclou un petit museu dedicat a la Ciència i a l'Educació. La biblioteca, projectada per Ventura de la Vega, encara té alguns llibres del seu fons antic no traslladats a altres institucions.. Es troba a la planta superior i es va renovar afegint noves tecnologies. L'escola compta també amb un antic museu a la planta baixa, recreant una classe de l'institut, una col·lecció d'animals dissecats i quatre plantes de divers interès.
El 1983 l'Institut va recuperar el seu caràcter de centre mixt per a l'ensenyament, i la Direcció General de Belles Arts i Arxius va proposar que fos declarat monument històric artístic (BOE de 22 de juny de 1983). Dos anys després es van realitzar noves obres de rehabilitació i restauració a càrrec de l'arquitecte Miquel Àngel López Miguel. Imparteix ensenyament bilingüe en anglès i en francès.

## Alumnes notables
Entre els alumnes més coneguts es documenten: José Canalejas y Méndez, Pío Baroja, Pedro Salinas, Alonso Zamora Vicente i Camilo José Cela.